# Peter Arnoldsson
Peter Bertil Arnoldsson, född 3 maj 1964, är en svensk opera- och musikalsångare (tenor).
Arnoldsson har studerat vid Musikhögskolan vid Örebro universitet, Operahögskolan i Göteborg, Mozarteum i Salzburg och Guildhall School of Music and Drama i London.
Han anställdes vid Göteborgsoperan 1994, där han också gjort sina flesta framträdanden, exempelvis som Goro i Madama Butterfly, Remendado i Carmen och tamburmajoren i Wozzeck. Utomlands har han bland annat gjort tamburmajoren i Wozzeck i Prag och Dormont i Silkesstegen i London. Han har även sjungit i musikalerna Les Misérables, Kristina från Duvemåla och Chess. Arnoldsson har också gjort skuggmannen i musikalen Ludwig 2 vid festspelen i Neuschwanstein i Füssen, Tyskland.
Han är bosatt i Malmö.